# 李云龙 (亮剑)
李云龙是都梁小说《亮剑》及改编後的同名电视剧《亮剑》的主角之一，曾分别由李幼斌（2006）、黄志忠（2011）、李梦男（2022）和王挺（2022）饰演。

## 生平
设定为在黄麻暴动中参加革命。曾在红四方面军任团长，八路军时任129师386旅独立团团长，國共內战时任中原野战军新二师师长。中華人民共和國成立后调任福建省军区某海防军军长。1955年去南京军事学院学习，毕业后继续担任该军军长授少将衔。组建了中国第一支特种作战部队——梁山分队，该分队曾潜入金门，为解放军炮击金门提供地形坐标。文化大革命期间，他命令使用武力制止两个“红卫兵”的非法武装抢夺军火库。后因为这个事情遭到迫害。1968年在家中用楚云飞送的勃朗宁手枪自杀。1978年平反。

## 流行文化
剧中李云龙的一句台词“二营长，你他娘的意大利炮呢，给我拉来”经常被中国大陆的网民改编为鬼畜作品。

## 原型
李云龙原型为王近山（1915－1978），原名王文善，湖北省黄安（今红安）县高桥许家田村人。中国人民解放军高级将领，1955年被授予中将军衔，荣获一级八一勋章、一级独立自由勋章、一级解放勋章。